# Wanderameisen

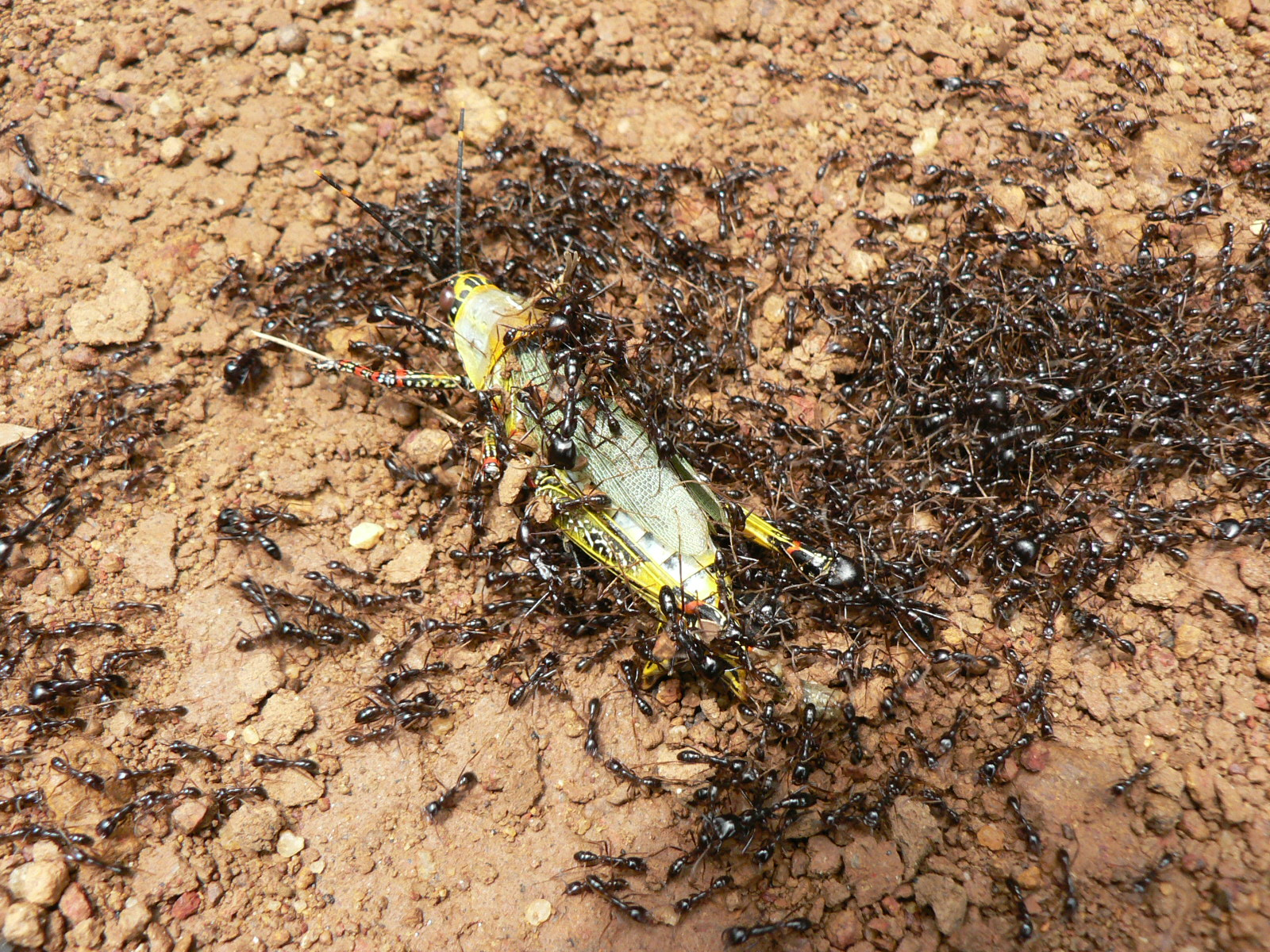
Treiberameisen (Dorylus sp.) mit erbeuteter Heuschrecke in Kamerun

Als Wanderameisen, auch Treiberameisen oder Heeresameisen genannt, werden Ameisenarten zusammengefasst, die alle eine Gruppe von gemeinsamen, aneinander gekoppelten Verhaltensweisen aufweisen, das „Treiberameisen-Syndrom“ (engl. „army ant syndrome“). Die meisten Arten mit diesem Verhaltenssyndrom gehören einer Ameisenunterfamilie an, den Dorylinae. Daneben kommt es seltener auch bei einer Reihe weiterer Arten vor, die nicht näher miteinander verwandt sind und verschiedenen Unterfamilien angehören. Weitere Arten zeigen nur einige, aber nicht alle der charakteristischen Verhaltensweisen.

## Das Treiberameisen-Syndrom
Folgende Verhaltensweisen sind für die Treiberameisen charakteristisch:
- Jagd ausschließlich in Gruppen. Typisch für Ameisen ist ein Ausschwärmen einzelner Kundschafter, die beim Entdecken von Nahrung weitere Arbeiterinnen als Helfer rekrutieren. Bei Wanderameisen findet die Jagd hingegen von Anfang an in Gruppen statt, die als „Heerzüge“ gemeinsam ausziehen. Diese können Hunderttausende Individuen umfassen. Die Heerzüge sind durch hin- und herlaufende Individuen permanent mit dem Nest verbunden.
- Periodische Verlagerung des Neststandorts. Wanderameisen besitzen ein Nest oder einen als Biwak bezeichneten oberirdischen Standort, in den sie nach ihren Raubzügen zurückkehren. Dieses Nest wird aber nach einer gewissen Zeit verlegt und die gesamte Kolonie zieht zu einem neuen Standort um. Auch andere Ameisenarten können ihr Nest verlagern, tun dies aber in der Regel nur bei äußeren Störungen.
- Wanderameisen vermehren sich ausschließlich über ungeflügelte Königinnen durch Spaltung oder Knospung der Mutterkolonie. Dabei zieht die junge Königin mit einem Teil der Arbeiterinnen ihrer Mutterkolonie aus. Neue Kolonien werden also nicht durch unabhängige Nestgründung einer Königin mit ihrem eigenen Nachwuchs begründet.
- Die Königinnen der Wanderameisen-Arten sind immer besonders groß im Verhältnis zu den Arbeiterinnen. Ihr Hinterleib ist zur beschleunigten Eiproduktion angeschwollen und aufgetrieben („physogastrisch“).

Diese Verhaltensweisen sind miteinander gekoppelt. Als Ausgangspunkt und Ursprung des Verhaltenssyndroms gilt die Gruppenjagd. Durch Jagd in Gruppen kann besonders große und wehrhafte Beute überwältigt werden. Außerdem können Kolonien anderer sozialer Insekten, die oft gut verteidigt und wehrhaft sind, überwunden und erbeutet werden. Durch die Gruppenjagd wird die Nahrungsbasis in Nestnähe aber schneller erschöpft; dadurch wird der Umzug erzwungen. Da für erfolgreiche Gruppenjagd von Anfang an sehr viele Arbeiterinnen kooperieren müssen, muss auch die individuelle Nestgründung aufgegeben werden.
Weitere gemeinsame Merkmale kommen bei vielen, aber nicht bei allen Wanderameisen vor. So weisen viele Arten einen extremen Größenpolymorphismus der Arbeiterinnen mit Arbeiterinnen verschiedener Körpergröße auf, die manchmal scharf voneinander geschiedene Unterkasten ausbilden. Die meisten besitzen trotz der großen Volksstärken, die Millionen Individuen umfassen kann, immer nur eine einzige Königin. Viele Arten weisen außerdem komplexe Lebenszyklen auf, bei denen sich stationäre Fortpflanzungs- und mobile Wanderphasen in gesetzmäßiger Weise abwechseln.

## Die „echten“ Wanderameisen
Als eigentliche oder echte Wanderameisen werden drei miteinander verwandte Unterfamilien der Ameisen bezeichnet, die Ecitoninae, Dorylinae und Aenictinae, zusammengefasst zu den Dorylomorpha. In der Neuen Welt kommen ausschließlich die Ecitoninae vor, in der Alten Welt die Dorylinae und Aenictinae. Bei den Wanderameisen kann ein Staat im Extremfall mehrere Millionen Tiere umfassen. So bildet die afrikanische Wanderameise Dorylus wilverthi Staaten mit mehr als 20 Millionen Individuen. Ausnahmslos alle Arten dieser Verwandtschaftsgruppe zeigen das vollständige Treiberameisen-Syndrom, soweit ihre Biologie bekannt ist.

## Andere Wanderameisen
Außerhalb dieser Verwandtschaftsgruppe gibt es einige Arten, die dasselbe Verhaltensmuster in mehr oder weniger vollkommener Ausprägung ebenfalls zeigen. Alle Elemente sind z. B. bei einigen Arten der Gattung Leptogenys (Unterfamilie Ponerinae) und der Gattung Pheidologeton (Unterfamilie Myrmicinae) zu finden, die beide im tropischen Ostasien leben. Andere Gattungen, für die vergleichbare Verhaltensweisen gemeldet wurden, sind z. B. Cerapachys, Leptanilla, Onychomyrmex und Pachycondyla. Meist sind hier aber einzelne Verhaltensweisen abweichend. So jagen z. B. viele Leptogenys-Arten nicht von Anfang an kollektiv, sondern werden von Kundschaftern rekrutiert, wechseln aber den Niststandort regelmäßig. Von einigen Pheidologeton-Arten wird obligate Gruppenjagd, aber kein Wechsel des Niststandorts berichtet.

## Vorkommen
Das Verbreitungsgebiet der Wanderameisen erstreckt sich über die Tropen und Subtropen der Alten Welt wie auch der Neuen Welt. Sie sind in Afrika, Asien, in Südamerika sowie in Zentralamerika verbreitet.

## Nomadische und stationäre Phase
Wanderameisen weisen zwei unterschiedliche Aktivitätsphasen auf: Eine nomadische (wandernde) Phase und eine stationäre Phase. Regelmäßig wechseln sich diese bei den südamerikanischen Eciton-Arten ab. Bei den meisten anderen Wanderameisen gehen die Phasen mehr ineinander über.

### Nomadische Phase
In der nomadischen Phase wandern die Ameisen am Tage, erbeuten Insekten, Spinnen und kleine Wirbeltiere und bilden bei Einbruch der Dämmerung ihr Nest, das sie fast täglich wechseln. Die Wanderwege werden bei manchen Arten durch Soldaten abgesichert. Während ihrer Jagd werden sie von Vögeln verschiedener Arten begleitet, wie zum Beispiel von Ameisenvögeln und spezialisierten Drossel- und Zaunkönigarten, die die aufgescheuchten Insekten vertilgen. Unter den Wanderameisen gibt es auch Arten, die nur in der Nacht in Erscheinung treten. Über ihre Aktivität gibt es keine ausreichenden Studien. Unter den Wanderameisen sind die tagaktiven Arten Eciton burchelli und Eciton hamatum die am meisten studierten Vertreter.

### Stationäre Phase
Die stationäre Phase, die etwa zwei bis drei Wochen beträgt, beginnt, wenn sich die Larven verpuppen. Nunmehr werden die zuvor den Larven gefütterten Beutetiere nur noch der Königin dargereicht. Der Hinterleib (Gaster) der Königin schwillt stark an, Physogastrie genannt, und es kommt zur Eiablage. Zeitgleich mit dem Schlupf der Larven verlassen auch die neuen Arbeiterinnen ihren Kokon und die Wanderameisen nehmen danach wieder ihre nomadische Wanderphase auf.

## Nestbau
Die Eciton-Arten bauen überhaupt kein Nest wie die meisten Ameisen, sondern bilden mit ihren Körpern ein lebendiges Nest, das in der Fachsprache „Biwak“ genannt wird. Biwaks werden in geschützter Lage, z. B. an Baumstämmen, angelegt. Dabei halten sich die Mitglieder gegenseitig an den Beinen fest und bilden so eine Art Knäuel. Die älteren Arbeiterinnen befinden sich außen; im Inneren befinden sich die jüngeren Arbeiterinnen. Bei der kleinsten Störung sammeln sich auf der Oberfläche des Biwaks Soldaten, die, mit kräftigen Kiefern und (im Fall der Aenictinae und Ecitoninae) mit Stacheln bewehrt, das Nest verteidigen. Das Nest ist im Inneren mit zahlreichen Gängen durchzogen und beinhaltet mehrere Kammern mit Nahrung, der Königin und den Larven und Eiern. Andere Wanderameisen bauen meist Erdnester, in denen es aber auch zu Biwak-artigen Aggregationen kommen kann.

## Nahrung und Raubzüge

### Nahrung
Wanderameisen können viele Beutetiere am Tag erbeuten und haben einen bedeutenden Einfluss auf das Vorkommen, die Diversität und auch auf das Verhalten ihrer Beutetiere. Das Beutespektrum ist sehr unterschiedlich für die einzelnen Arten. Unterirdische Arten erbeuten vor allem im Boden lebende Gliedertiere und deren Larven, Regenwürmer, gelegentlich auch Jungtiere von Wirbeltieren, Schildkröteneier oder ölhaltige Samen. Ein Großteil der Arten hat sich auf die Brut anderer Ameisen und Wespen spezialisiert (die Kolonnen-Räuber). Nur die wenigen Arten mit großen Schwarm-Raubzügen scheinen ein wirklich breites Nahrungsspektrum zu haben. Trotzdem erbeuten und fressen auch diese Arten nicht jedes Tier. Während auch kleinere Wirbeltiere, die in die Raubzüge geraten, getötet werden, eignen sich die Kiefer der amerikanischen Eciton-Arten im Gegensatz zu den afrikanischen Dorylus-Arten nicht zum Zerteilen dieser Beute; sie wird daher liegengelassen und von Aasfressern oder schwarm-begleitenden Fliegen verwertet. Nur wenige Arten jagen überhaupt über der Erdoberfläche, wo sie vor allem in der Laubstreu und niederen Vegetation nach Beute suchen. Auch in höheren Bäumen jagen ca. fünf Arten, die dort Vögel und Eier attackieren können, doch meist andere staatenbildende Insekten und deren Eier und Larven erbeuten.

### Raubzüge

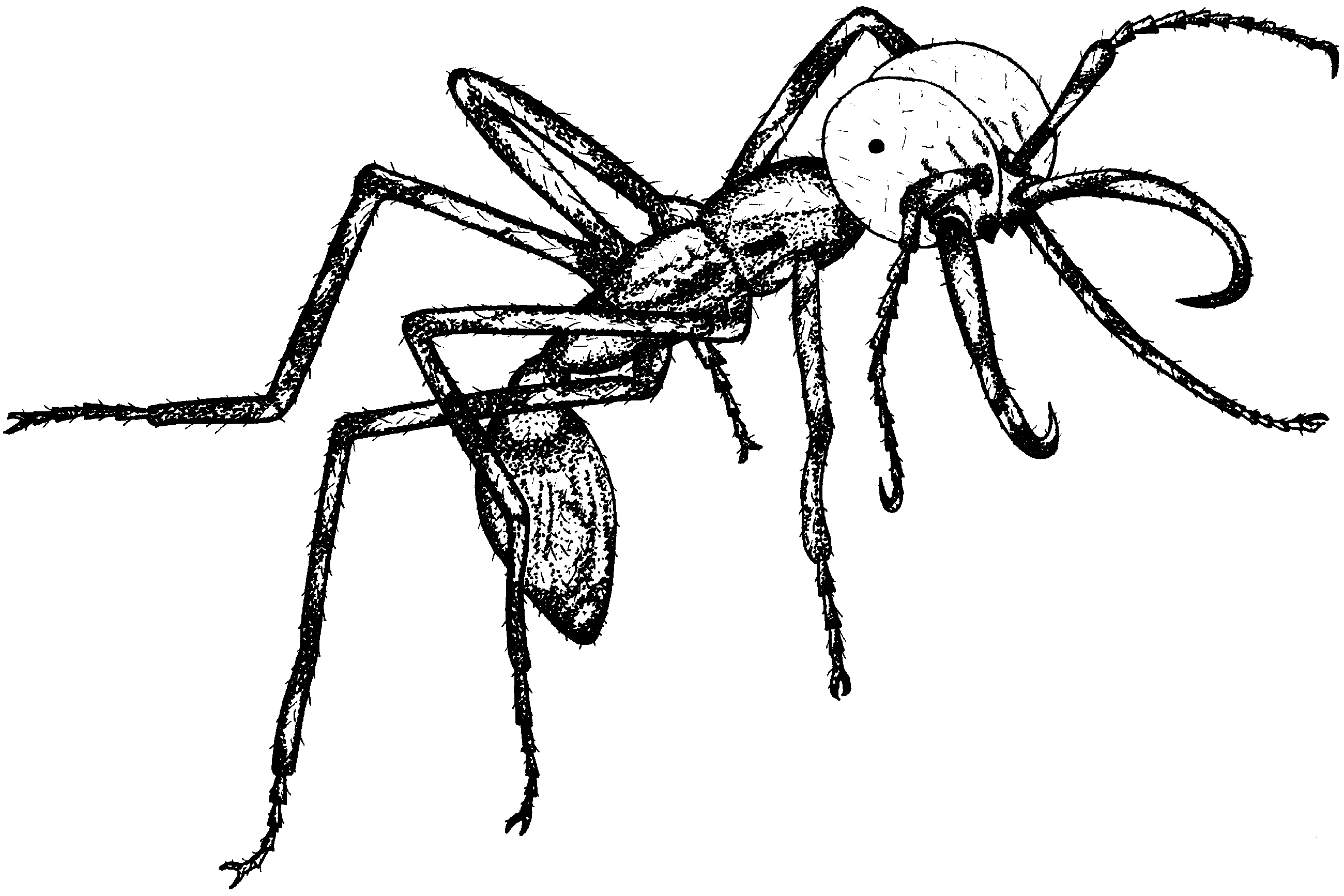
Soldat der Tropischen Armeeameise (Eciton burchelli) mit charakteristischen Beißwerkzeugen (Illustration)

Bei ihren Raubzügen verwenden die Wanderameisen zwei Muster: Spaltenüberfälle und Schwarmüberfälle. Die Art Eciton hamatum ist ein typischer Vertreter der Spaltenüberfälle. Dabei trennen sich bei den Raubzügen die Schwarmmitglieder seitlich von der Hauptroute und bilden kleine herumsuchende Gruppen, ähnlich einem Baum mit seinen Verzweigungen. Die einzelnen Seitenwege können einen großen Abstand zueinander haben. Eciton burchelli wählt den Schwarmüberfall. Auch sie hat anfangs eine Hauptroute, die sich dann wie bei einer Dolde in vielen Verzweigungen aufteilt, jedoch befinden sich die einzelnen Seitenwege nah beisammen, überkreuzen sich mehrfach, so dass die einzelnen Trupps effektiver ein größeres Areal abdecken. Die Kolonne kann sich dabei auf bis zu 20 Metern auffächern.

## Gattungen und Arten (Auswahl)
Zu den Treiberameisen werden um die 400 Arten gezählt. Brady et al. (2014) synonymisierten die früheren Dorylomorph-Unterfamilien (Aenictinae, Aenictogitoninae, Cerapachyinae, Ecitoninae und Leptanilloidinae) unter Dorylinae, während Borowiec (2016) die Gattungen überprüfte und überarbeitete.
- Frühere Unterfamilie Aenictinae

Verbreitung: Vor allem Asien, aber auch mehrere afrikanische Arten.
Die Unterfamilie ist mit einer Gattung Aenictus vertreten. Die Gattung zeichnet sich durch das Fehlen großer morphologischer Unterschiede aus (es gibt z. B. keine Soldaten oder deutlich kleinere Arbeiterinnen). Der Großteil der Arten lebt unterirdisch, mit einigen oberirdisch aktiven Arten.
- Frühere Unterfamilie Dorylinae

Verbreitung: Vor allem Afrika; etwa fünf asiatischen Arten, eine davon bis Südeuropa.
Die Unterfamilie ist mit einer Gattung Dorylus vertreten. Diese ist wiederum in fünf Untergattungen unterteilt: Anomma, Dichthadia, Dorylus, Rhogmus und Typhlopone.
- Dorylus (Anomma) wilverthi und  D. (A.) nigricans sind die bekanntesten oberirdisch jagenden afrikanischen Treiberameisen.
- Dorylus (Dichthadia) laevigatus lebt in Asien und ist die ursprünglichste Art der Gattung.

- Frühere Unterfamilie Ecitoninae

Verbreitung: Südstaaten der USA über Mittelamerika bis Argentinien.
Die Unterfamilie ist in fünf Gattungen unterteilt:
- Cheliomyrmex. Dies ist die ursprünglichste Gattung der Unterfamilie. Durch das rein unterirdische Vorkommen weiß man nur wenig über die Lebensweise der bekannten Arten.
- Eciton. Dies ist die wohl bekannteste Treiberameisengattung, da es viele Studien zur Biologie und dem Verhalten der oberirdisch jagenden Arten Eciton burchellii und Eciton hamatum gibt.
- Labidus. In dieser Gattung kommt mit der Art Labidus praedator ebenfalls eine oberirdisch jagende Treiberameisenart vor. Obwohl nicht unbedingt seltener, fallen die übrigen Arten durch ihre verstecktere Lebensweise weniger auf.
- Neivamyrmex. Diese Gattung ist durch sehr viele meist sehr kleine Arten vertreten, zu deren Biologie durch ihre vorwiegend unterirdische Lebensweise nur wenig bekannt ist.
- Nomamyrmex. Mit nur zwei Arten mit vier Unterarten ist dies die artenärmste Treiberameisengattung. Beschrieben sind N. esenbeckii (N. e. crassicornis, N. e. mordax, N. e. wilsoni) und N. hartigii.

## Verhalten
Besonders bei Wanderameisen wird das Phänomen der Ameisenmühle beobachtet.

## Nutzen
Die Massai nutzen die Wanderameisen, um Wunden zu nähen. Sie setzen die Ameisen an den Wundrändern an, und die Ameisen verbeißen sich in der Haut. Danach werden die Leiber der Ameisen abgetrennt.